# Rabo-de-raposa (cacto)
Harrisia adscendens (Sinônimo: Eriocereus adscendens) é uma espécie de planta fanerógama pertencente a família Cactaceae endêmica da Caatinga no Nordeste do Brasil. Cresce comumente embaixo de árvores de florestas secas tropicais e subtropicais (como as caatingas). É chamada popularmente de Rabo-de-raposa. Este cacto quando adulto, se prostra devido ao grande tamanho de suas ramificações, ficando todo emaranhado. Harrisia adscendens significa "Cacto ascendente de Harris". 

## Distribuição
É endêmico do Brasil. Seu habitat natural é florestas secas tropicais como a Caatinga ou subtropicais e exfoliantes secos tropicais ou subtropicais e áreas de sombra de árvores. Esta espécie endêmica brasileira é generalizada em todo nordeste, ocorrendo do estado da Bahia ao sul do Ceará e Paraíba em altitudes de 50 a 700 metros. Em sua primeira descrição em 1908 por Robert Louis August Maximilian Gürke recebeu o nome de Cereus adscendens. Nathaniel Lord Britton e Joseph Nelson Rose apresentaram a espécie em 1920 no gênero Harrisia. Na Lista Vermelha da IUCN de Espécies Ameaçadas de Extinção, a espécie é referida como (LC) em "não  perigo.  

## Descrição
O Harrisia adescendens cresce arbustivo com brotos ricamente esparsamente ramificados, inicialmente eretos, mais tarde sobrepostos e formam um tronco conspícuo.Os rebentos têm diâmetros de 2 a 5 centímetros e têm 5 a 8 metros de comprimento. Há sete a dez costelas baixas e arredondadas que formam cúspides alongadas. Possui espinhos fortes e espessados em sua base, os espinhos são amareladas ou acinzentadas e têm de 1 a 3 centímetros de comprimento. As flores atingem um comprimento de 15 a 18 centímetros. O seu pericarpo e o tubo de flores são cobertos com escamas e pelos compridos. Os frutos esféricos, ondulantes e vermelhos possuem diâmetros de 5 a 6 centímetros. 

## Taxonomia
Harrisia adescendens foi descrita com esse nome por Nathaniel Lord Britton e Joseph Nelson Rose em 1920. Harrisia é o nome genérico em homenagem ao botânico irlandês William Harris, que era superintendente de jardins públicos e plantações da Jamaica. Adscendens vem do latim, que significa "ascendente" e refere-se ao hábito de crescimento destas espécies.  

### Sinônimos
Eriocereus adscendens
Cereus adscendens (primeira descrição de 1908)